# Joel Fry

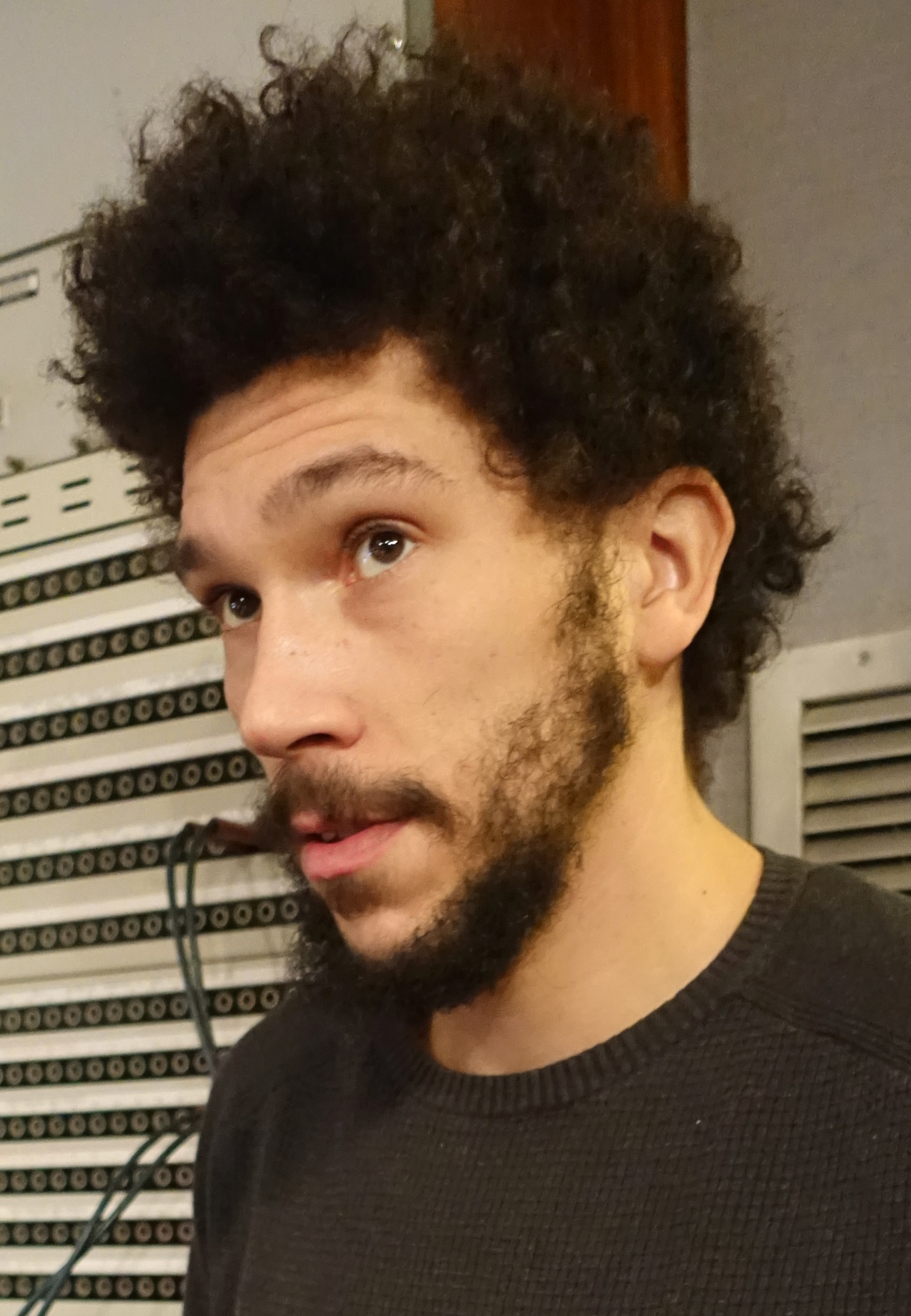
Joel Fry in Cardiff (2017)

Joel Fry (* 1984 in London) ist ein britischer Schauspieler und Musiker.

## Leben und Karriere
Joel Fry studierte Schauspiel an der Royal Academy of Dramatic Art und ist seit 2006 als Schauspieler aktiv. Er trat in mehreren bekannten Fernsehserien auf, darunter The Bill oder Public Enemies. 2008 war er im Film 10.000 B.C. von Roland Emmerich in der Rolle des Lu'kibu zu sehen. Seine bekannteste Rolle ist die des Hizdahr zo Loraq in der Erfolgsserie Game of Thrones, den er von 2014 bis 2015 verkörperte.
2018 war er in der Thrillerserie Requiem als Harlan „Hal“ Fine in einer Hauptrolle zu sehen.
Fry ist Gitarrist und spielte in einer Band namens Animal Circus. Sie veröffentlichten 2012 eine EP.

## Filmografie (Auswahl)
- 2006–2009: The Bill (Fernsehserie, 5 Episoden)
- 2007: Casualty (Fernsehserie, Episode: 21x43)
- 2008: 10.000 B.C.
- 2008: A Distant Mirage
- 2008: Massive (Fernsehserie, 6 Episoden)
- 2009: No Signal (Fernsehserie, 5 Episoden)
- 2010: Immer Drama um Tamara (Tamara Drewe)
- 2011–2012: White Van Man (Fernsehserie, 13 Episoden)
- 2011–2013: Trollied (Fernsehserie, 35 Episoden)
- 2012: Public Enemies (Fernsehserie, 3 Episoden)
- 2012: Bedlam (Fernsehserie, Episode: 2x05)
- 2012: Twenty Twelve (Fernsehserie, 4 Episoden)
- 2013–2016: Plebs (Fernsehserie, 22 Episoden)
- 2014–2015: Game of Thrones (Fernsehserie, 8 Episoden)
- 2015: Death in Paradise (Fernsehserie, Episode: 4x02)
- 2015: You, Me and the Apocalypse (Fernsehserie, 10 Episoden)
- 2016: Ordinary Lies (Fernsehserie, 5 Episoden)
- 2017: Paddington 2
- 2018: Requiem (Fernsehserie, 6 Episoden)
- 2018: Benjamin
- 2019: Yesterday
- 2020: Love Wedding Repeat
- 2021: In the Earth
- 2021: Cruella
- 2022–2023: Our Flag Means Death (Fernsehserie, 18 Episoden)
- 2023: The End We Start From
- 2024: Dr Who (Fernsehserie, Episode: 2x00)
- 2025: American Sweatshop